# Jonathan Cantwell
Jonathan Cantwell (* 8. Januar 1982 in Brisbane; † 6. November 2018) war ein australischer Radrennfahrer, der während seiner aktiven Zeit als Sprintspezialist galt.

## Karriere
Cantwell gewann seit 2007 zahlreiche Rennen des australischen und US-amerikanischen Radsportkalenders. Außerdem siegte er bei zwei Etappen der Herald Sun Tour 2009 und wurde 2011 australischer Kriteriumsmeister.
Zur Saison 2012 wechselte Cantwell zum dänischen ProTeam Saxo Bank. Dort sollte er Juan José Haedo als Sprintanfahrer unterstützen. Für diese Mannschaft gewann er 2012 zwei Etappen der Tour de Taiwan und bestritt die Tour de France 2012, die er als 137. der Gesamtwertung beendete.
2014 beendete Jonathan seine Radsportlaufbahn, war aber weiterhin als Triathlet sportlich aktiv. 2017 erkrankte er an Hodenkrebs, im Jahr darauf starb er im Alter von 36 Jahren.

## Erfolge
2009
- zwei Etappen Herald Sun Tour

2011
- Australischer Meister – Kriterium

2012
- zwei Etappen Tour de Taiwan